# Hữu Ngọc
 (novembre 2017).
Nguyễn Hữu Ngọc, né le 22 décembre 1918 à Hanoï (protectorat français du Tonkin, Indochine française) et mort le 2 mai 2025, est un chercheur et écrivain vietnamien.
Il est considéré comme l’un des plus grands chercheurs spécialisé dans la culture vietnamienne. En effet, pendant ses soixante années d’écriture, Hữu Ngọc est l’auteur de plus d’une centaine d’articles et de 34 ouvrages, parmi lesquels figure À la découverte de la culture vietnamienne, un livre de plus de 1 200 pages portant sur les identités culturelles traditionnelles du Vietnam.
Par ailleurs, Hữu Ngọc travaille comme journaliste pour les journaux généralistes du Vietnam (Le Courrier du Vietnam – version française ; Vietnam News version anglaise). Il se voit attribuer l’ordre national du mérite et l’ordre de l’indépendance de l’État vietnamien ; l’ordre « Étoile du Nord » de l’État suédois et de nombreux titres honorifiques par le gouvernement français. 

## Biographie

### Années d'enseignement
Hữu Ngọc est d’origine de Thuận Thành (province de Bac Ninh) — une province connue pour sa richesse d’identités culturelles. Dès son enfance, Hữu Ngọc se montre passionné par la culture en général et celle du Vietnam en particulier.
À l’âge de 18 ans, il rêve de devenir enseignant dans les zones montagneuses, d’épouser une fille là-bas et de vivre une vie tranquille. À la sortie du lycée, il s’inscrit à l’École normale supérieure. Le jeune homme est le major de sa promotion, pourtant on n’accepte pas son inscription car Hữu Ngọc est trop maigre (36 kg). Après l’échec au concours à l’École normale supérieure, il continue ses études en faisant un baccalauréat en philosophie et un autre en droit.
Pendant la Deuxième Guerre mondiale (1er septembre 1939 - 2 septembre 1945), Hữu Ngọc donne des cours particuliers, avant qu’un ami l’invite à aller à Vinh et Huê pour enseigner. Lors de la révolution d'Août, la partie du Nord du Vietnam cherche un interprète en français et en anglais. Hữu Ngọc retourne alors à Hanoï pour servir son pays.

### Éditeur et rédacteur en chef
Après la période où il travaille comme interprète, Hữu Ngọc va à Nam Định pour continuer à enseigner. Sa vie politique commence alors. Il est élu président de l’association de la Culture de Nam Định et ensuite, éditeur en chef du journal L’Étincelle en 1946.
C’est à Nam Định qu'il rencontre son épouse. C’est une élève de sa classe. Sept, huit ans après, ils se revoient dans l’armée. Elle travaille comme infirmière. Après le mariage, elle compte poursuivre ses études de médecine mais ensuite décide de devenir journaliste pour le journal de la Santé du ministère de la Santé.
Pendant la guerre d’Indochine, Hữu Ngọc est responsable du comité de rééducation des soldats européens et africains faits prisonniers lors de la bataille de Diên Biên Phu (1954).
Son parcours prend un tournant lorsqu’il devient le traducteur personnel de Hô Chi Minh. Alors, il prend en charge le comité de rédaction des Éditions The Gioi de Hanoï. Il préside aussi le fonds culturel Vietnam-Suède et le fonds culturel Vietnam-Danemark. En presque vingt ans, il a su s’imposer comme le chroniqueur culturel du Courrier du Vietnam et s’entretient chaque semaine avec des milliers de lecteurs.
Après la bataille de Diên Biên Phu, le ministère de l’Information sort son premier journal : Le Vietnam démocratique, Hữu Ngọc en est rédacteur en chef. Il continue sa carrière d’écriture en travaillant comme éditeur en chef pour le journal Le Vietnam en marche – version française et anglaise (1957-1963). Le but de ce journal est d’encourager la France à exécuter les Accords de Genève.
C’est en collaborant avec des journaux qu'il a la chance de publier des milliers d’articles en français, anglais et vietnamien portant sur la culture vietnamienne et celle des pays occidentaux.
Ses seize années de travail dans la rubrique Culture du journal Santé&Vie lui permettent de sortir son premier livre intitulé Lãng du trong văn hoá Việt (« Se promener dans la culture vietnamienne »), qui est rédigé en français et en anglais. Hữu Ngọc a écrit une trentaine de livres et notamment Esquisses pour un portrait de la culture vietnamienne, édité en anglais et en français. Le livre a été offert aux chefs d’État et de gouvernement ayant participé au septième sommet de la Francophonie organisé à Hanoï en 1997. Il est également l’auteur de À la découverte de la culture vietnamienne, un ouvrage de 1 200 pages édité en vietnamien, en français et en anglais.

## Œuvres
- 1955 : Le Vietnam en marche
- 1982 : Anthologie de la littérature populaire du Vietnam
- 1995 : Hồ sơ văn hoá Mỹ
- 1997 : Dictionnaire de la culture traditionnelle du Vietnam, Hà Nội, Thế Giới, Éditions en langues étrangères, 46 Trần Hưng Đạo, 1041 p.
- 2006 : Phác thảo chân dung văn hoá Pháp
- 2006 : Dạo chơi vườn văn Nhật Bản
- 2006 : Wandering Through Vietnamese Culture
- 2008 : Pho a specialty of Hanoi
- 2008 : Water puppets
- 2008 : À la découverte de la culture vietnamienne
- 2011 : Tục lệ cưới xin/ Wedding customs (Handbooks of Vietnam culture)
- 2011 : Võ dân tộc / Martial Arts (Handbooks of Vietnam Culture)
- 2012 : Vietnamese Folk-Tales Satire and Humour
- 2016 : Lãng Du Trong Văn Hóa Xứ Sở Hoa Anh Đào